# Kịch Tân
Kịch Tân (giản thể: 剧辛; phồn thể: 劇辛; bính âm: Ju Xin; ? - 242 TCN), hiệu Kịch Tử (劇子), Xử Tử (處子), là tướng lĩnh, pháp gia nước Yên thời Chiến Quốc trong lịch sử Trung Quốc.

## Cuộc đời
Kịch Tân vốn là người nước Triệu, cùng Bàng Noãn là bạn tốt. Năm 313 TCN, Yên Chiêu vương lên ngôi, nghe theo lời Quách Ngỗi, xây Hoàng Kim đài để cầu hiền tài. Kịch Tân cùng Nhạc Nghị, Trâu Diễn đến nước Yên xuất sĩ. Tuy nhiên, học giả Lương Ngọc Thằng (thời Thanh) cùng Tiền Mục (cận đại) cho rằng Kịch Tân không đến nước Yên vào thời điểm này, mà trong khoảng thời gian muộn hơn.
Năm 242 TCN, Yên vương Hỉ thấy nước Triệu nhiều lần bị nước Tần tấn công, chủ tướng Liêm Pha lại mâu thuẫn với Nhạc Thừa, khiến cả hai đều bỏ đi, cho rằng đây là thời cơ tốt để đánh Triệu phục thù. Trước khi xuất chinh, vua Yên hỏi Kịch Tân về Bàng Noãn. Tân nói: Bàng Noãn dễ đối phó lắm!
Yên vương Hỉ lấy Kịch Tân làm chủ tướng, dẫn quân đánh Triệu. Vua Triệu phái Bàng Noãn cầm quân phản kích, đánh tan quân Yên, bắt giữ 2 vạn tù binh cùng chủ tướng Kịch Tân. Kịch Tân sau đó bị hành quyết.

## Trước tác
Kịch Tân có tác phẩm Xử tử gồm 9 thiên, được Hán thư xếp vào nhóm tác phẩm Pháp gia. Ban đầu Xử tử được cho là tác phẩm khuyết danh. Thời cận đại, Tiền Mục căn cứ chú thích của Nhan Sư Cổ đã chỉ ra Kịch Tân là tác giả bộ sách này.

## Trong văn hóa
Tiểu thuyết Đông Chu liệt quốc chí, Kịch Tân xuất hiện ở hồi 91. Yên Chiêu vương lên ngôi, nghe lời Quách Ngỗi, xây Hoàng Kim đài cầu hiền. Kịch Tân cùng Tô Đại, Trâu Diễn, Khuất Cảnh theo về, được vua Yên phong làm khách khanh, tham mưu quốc sự.
Yên vương Hỉ bỏ mặc lời khuyên của Nhạc Gian, phái Lật Phúc, Khanh Tần, Nhạc Thừa đánh Triệu. Quân Yên đại bại, Phúc, Tần bị giết, Thừa đầu hàng. Gian cũng giận vua Yên, bỏ sang Triệu. Quân Triệu đánh tới đô thành Kế, Yên vương bất đắc dĩ lấy Tương Cừ hòa đàm. Kịch Tân khi đó cầm quân phòng thủ biên giới Kế Châu nên không tham chiến. Sau đó, Yên vương Hỉ biết Kịch Tân cùng Nhạc Nghị là đồng liêu, nhờ Tân viết thư mời Nhạc Thừa, Nhạc Gian về Yên, nhưng hai họ Nhạc quyết không về. Tướng quốc Tương Cừ cũng chán nản, sau nửa năm bỏ quan về quê. Yên vương dùng Kịch Tân làm tướng quốc.
Mấy năm sau, danh tướng Liêm Pha lại bỏ Triệu sang Ngụy, Triệu vương phải dùng Bàng Noãn làm tướng. Yên vương Hỉ cho rằng đây là cơ hội, bèn bàn với Kịch Tân hòng cất quân báo thù. Kịch Tân đón ý nói hùa, nói với Yên vương:
Bàng Noãn tài trí bình thương, không thể so với Liêm Pha. Huống hồ quân Tần đã đánh hạ Tấn Dương, người Triệu lực kiệt, thừa cơ mà đánh, thì rửa được cái nhục Lật Phúc rồi!
Yên vương mừng rỡ:
Quả nhân đang có ý này, tướng quốc có thể vì quả nhân giải quyết việc này?
Tân đáp:
Thần nắm được địa hình, nếu được tin tưởng, chắc chắn bắt sống Bàng Noãn, hiến đến chỗ đại vương.
Yên vương giao cho Kịch Tân chỉ huy 10 vạn quân đánh Triệu. Triệu vương lo lắng, hỏi ý Bàng Noãn. Noãn bình rằng:
Kịch Tân tự cao là tay tướng già, chắc chắn sẽ khinh địch. Nay Lý Mục thủ quận Đại, dẫn quân xuống phía nam, từ Khánh Đô một đường, cắt đứt lối sau, thần lấy một quân đón đánh, khiến y hai mặt thụ địch, có thể bắt sống được.
Kịch Tân dẫn quân đến Thường Sơn, thực lực mạnh mẽ. Bàng Noãn cố thủ Đông Viên, đắp lũy đào hào. Kịch Tân phái kiêu tướng Lật Nguyên là con của Lật Phúc, cùng với Vũ Dương Tĩnh dẫn 1 vạn quân đánh trại. Bàng Noãn cùng Nhạc Thừa, Nhạc Gian chia quân phục kích, dụ Lật Nguyên đuổi theo. Quân Yên trúng kế, Vũ Dương Tịnh trúng tên mà chết, Lật Nguyên rút lui, lại bị Bàng Noãn đánh lén, mất hơn 3.000 chiến xa. Kịch Tân biết tin nổi giận, dẫn đại quân đến, song Bàng Noãn đã rút quân về trại. Kịch Tân biết không đánh được, bèn viết thư, hẹn Bàng Noãn ngồi xe ôn chuyện. Hôm sau, hai tướng ngồi xe không, dặn quân đội không được dùng tên bắn lén, đối mặt trò chuyện. Noãn nói:
Mừng tướng quân răng tóc vẫn không việc gì?
Kịch Tân than:
Nhớ ngày xưa từ biệt ngài rời đất Triệu, bất chi bất giác đã hơn 40 năm. Ta đã già cả, ngài cũng có tuổi. Đời người như cái bóng lướt qua khe cửa, ngắn ngủi biết bao.
Noãn đáp:
Tướng quân thấy Chiêu vương lễ độ kẻ sĩ, bỏ Triệu sang Yên, nhất thời hào kiệt theo về, từ vân tòng long, phong tòng hổ. Nay Kim đài chỉ còn có cỏ, mộ Vô Chung cây đã mọc cao, Tô Đại, Trâu Diễn lần lượt qua đời, Xương Quốc quân cũng về nước ta. Khí vận nước Yên, thế cũng đủ biết! Lão tướng quân tuổi quá lục tuần, cô đơn trong triều đình suy vi, mà còn tham lam binh quyền, cầm hung khí mà đi làm việc nguy hiểm, để làm gì vậy?
Kịch Tân trả lời:
Ta chịu ơn dày của ba đời vua Yên, tan xương khó báo, tranh thủ tuổi còn có thể, vì quốc gia rửa cái nhục Lật Phúc!
Bàng Noãn đáp:
Lật Phúc vô cớ đánh ấp Cảo nước ta, tự rước lấy bại, đó là Yên phạm Triệu, không phải Triệu phạm Yên vậy.
Sau đó, Bàng Noãn gọi:
Ai lấy được đầu Kịch Tân, thì thưởng 300 kim!
Kịch Tân mắng rằng:
Sao túc hạ khinh tôi quá thế? Tôi há lại không lấy được đầu túc hạ sao?
Bàng Noãn trả lời:
Sứ mệnh vua trao trên người, phải dùng hết những gì có thể vậy!
Kịch Tân nổi giận, phất cờ gọi quân. Hai bên giao chiến, quân Yên tổn hại nhiều hơn quân Triệu. Đến chiều, hai bên thu quân. Kịch Tân về trại, rầu rĩ không vui, muốn lui quân mà lại lỡ mồm trước mặt vua, mà ở lại thì khó. Đang do dự thì Bàng Noãn gửi thư đến, báo rằng quân Lý Mục sắp từ Đại kéo đến. Kịch Tân biết là Bàng Noãn nói thật, nhưng một mặt viết thư nói vờ rằng mình không tin, một mặt phái Lật Nguyên truyền lệnh rút quân, để bản thân ở lại đoạn hậu.
Không ngờ Bàng Noãn thám thính được hư thật của quân Yên, cùng Nhạc Thừa, Nhạc Gian chia ba đường truy kích. Kịch Tân vừa đánh vừa lui, đến sông Long Tuyền thì nhận được tin quân Lý Mục đang đến. Kịch Tân không dám rút về hướng bắc, bèn cho quân sang phía đông, theo hướng Phụ Thành qua Liêu Dương. Bàng Noãn đuổi kịp, hai quân giao tranh tại sông Hồ Lư. Kịch Tân thua trận, than rằng: Ta có mặt mũi nào làm tù binh nước Triệu. rồi đâm cổ tự vẫn. Lật Nguyên bị Nhạc Gian chém chết. Quân Triệu thừa thế đánh Vũ Toại, Phương Thành, buộc Yên vương Hỉ phái Tương Cừ đến cầu hòa mới lui quân.